# 33800 Gross
33800 Gross este un asteroid din centura principală de asteroizi.

## Descriere
33800 Gross este un asteroid din centura principală de asteroizi. A fost descoperit pe 8 noiembrie 1999 la Fountain Hills (Arizona) de Charles W. Juels. Asteroidul prezintă o orbită caracterizată de o semiaxă mare de 3,21 ua, o excentricitate de 0,05 și o înclinație de 22,5° în raport cu ecliptica.